# 张集镇 (徐州市)
张集镇，是中华人民共和国江苏省徐州市铜山区下辖的一个乡镇级行政单位。

## 行政区划
张集镇下辖以下地区：
孙湾社区、姥庙村、魏集村、张楼村、阎窝村、吴邵村、下张村、邓楼村、城头村、梁塘村、水口村、孟庄村、李村、二陈村、伴山村、杨楼村、翟山村、店东村、店西村和张集村。